# 石州 (西魏)
石州，西魏时设置的州。
553年，西魏攻克南梁万州开巴郡东乡县，在东乡县置石州，治东乡县（今四川省宣汉县东北）。北周废石州，改置三巴郡，下辖东乡县、下蒲县、巴渠县。隋文帝开皇初年，废三巴郡，属县改属通州。通州在隋炀帝时改属通川郡。